# Edmer Trujillo
Edmer Trujillo Mori (Pomacochas, Amazonas; 27 de noviembre de 1969) es un ingeniero sanitario y político peruano. Durante los gobiernos de Pedro Pablo Kuczynski y Martín Vizcarra se desempeñó como Ministro de Vivienda, Construcción y Saneamiento (2016-2017) y Ministro de Transportes y Comunicaciones del Perú (2018-2019, 2019-2020).

## Primeros años
Cursó estudios superiores en la Universidad Nacional de Ingeniería, de la que se graduó en Ingeniería sanitaria (1994). Posteriormente, realizó estudios de postgrado en Gestión pública y ambiental en la Universidad de Piura, la Pontificia Universidad Católica del Perú y la Universidad de San Martín de Porres.

## Carrera profesional

### Experiencia laboral
Trujillo trabajó para empresas prestadoras de servicios de saneamiento, gestión pública y recursos hídricos en Moquegua, Tacna y Tumbes desde 1995 hasta 2011. Este último año, ingresó al Gobierno Regional de Moquegua como gerente de Infraestructura y, al año siguiente, fue nombrado gerente general de dicha entidad, puesto que ocupó hasta 2014. Durante 2015 estuvo a cargo de la gerencia general del Gobierno Regional de Arequipa.
Desde 2015 hasta 2016 trabajó para el Ministerio de Educación desarrollando programas de inversión y como director de Educación Básica para Estudiantes de Desempeño Sobresaliente y Alto Rendimiento.

### Ministro de Vivienda, Construcción y Saneamiento
El 28 de julio de 2016 asumió como Ministro de Vivienda, Construcción y Saneamiento conformando el primer gabinete ministerial de Pedro Pablo Kuczynski, y presidido a su vez por Fernando Zavala Lombardi.
El 26 de septiembre de 2017, tras dimitir al cargo ante la negativa de confianza al gabinete ministerial de Fernando Zavala, fue designado presidente de directorio del Servicio de Agua Potable y Alcantarillado de Lima (Sedapal).

### Ministro de Transportes y Comunicaciones (2018-2019)
El 28 de marzo de 2018, ya bajo el Gobierno de Martín Vizcarra, fue el primer cambio ministerial tras asumir como Ministro de Transportes y Comunicaciones, reemplazando a Bruno Giuffra en la cartera, quien apareciera en los llamados Kenjivideos que provocaron la renuncia de Pedro Pablo Kuczynski.

#### Tragedia en el Terminal de Fiori de 2019
El 31 de marzo de 2019 un bus interprovincial de la Empresa Sajy se incendió en un terminal informal en Fiori, en el Distrito de San Martín de Porres, causando un total 17 muertos y 14 heridos. Tras este hecho se reveló que el Terminal de Fiori y otras 101 estaciones de buses habían sido autorizados en la primera gestión de Trujillo, es decir, cada 3 días se habilitaba un terminal con solo el pago de S/220 por el trámite, llenar un formulario y presentar una declaración jurada; de esa manera, en todo el país proliferaron hasta la fecha decenas de terminales sin las mínimas condiciones de seguridad.

#### Dimisión
El 14 de abril de 2019, en medio de las fuertes críticas y cuestionamientos generados por el siniestro, Trujillo presentó su carta de renuncia al cargo, la cual coincidió con la del también ministro Carlos Bruce.

### Ministro de Transportes y Comunicaciones (2019-)
El 3 de octubre de 2019, tras la disolución del Congreso, juramentó nuevamente como Ministro de Transportes y Comunicaciones, conformando así el gabinete ministerial presidido por Vicente Zeballos.
El 15 de octubre de 2019, el MTC deshabilitó 96 terminales a nivel nacional, intensificando las inspecciones oculares previas para la emisión del Certificado de Habilitación de Terminales Terrestres.
El 24 de octubre de 2019, Perú y Corea firmaron un contrato de Estado a Estado para la asistencia técnica de la construcción del aeropuerto internacional de Chinchero, cuya construcción de terminal aeroportuario impulsaría la competitividad de más de 428,000 cusqueños

#### Polémicas tras declaraciones sobre el Club de la Construcción
El 15 de noviembre de 2019 rn una entrevista, el ministro aseguró que si se produjera la salida del país de las empresas del “Club de la Construcción”, acusadas de actos ilícitos, se tendría problemas en el sector de Transportes.

“[Si] todas las empresas del Club de la Construcción salen, te quedas sin empresas. ¿Con qué construimos? ¿cómo construimos? ¿a quiénes traemos? ¿quiénes vienen? También es un tema que hay que ver, que hay que tomar en cuenta. La crisis en Construcción es grande. Tenemos obras paralizadas porque estas empresas ya no están, abandonaron, quebraron. Es una situación complicada".
 Edmer Trujillo, Ministro de Transportes y Comunicaciones Fuente: Diario El Comercio

Tras ello, Trujillo sostuvo que dichas manifestaciones son reproducidas fuera de contexto y que el Poder Ejecutivo es el principal interesado en que se investigue a las empresas vinculadas a casos de corrupción. Por su parte, en conferencia de prensa el primer ministro Vicente Zeballos aseguró que por lo que, como generalidad, no se podía descalificar a todas las que participan en procesos de licitación.